# Bize-Minervois
Pour les articles homonymes, voir Bize et Minervois.
Bize-Minervois  (Bisa de Menerbés en occitan) est une commune française située dans le Nord-Est du département de l'Aude, en région Occitanie.
Située au débouché du Haut-Minervois par la vallée de la Cesse, Bize est au contact entre la plaine sédimentaire et fertile de Narbonne et les causses arides du Minervois, piémonts de la Montagne Noire. Cette situation de contact lui assure, depuis la préhistoire, une position importante, tant au niveau défensif et militaire qu'au plan commercial. Exposée à un climat méditerranéen, elle est drainée par la Cesse, le ruisseau d'Aymes, le ruisseau de Saint-Jean et par divers autres petits cours d'eau. La commune possède un patrimoine naturel remarquable : deux sites Natura 2000 (le « Minervois » et « les causses du Minervois ») et quatre zones naturelles d'intérêt écologique, faunistique et floristique.
Bize-Minervois est une commune rurale qui compte 1 292 habitants en 2022, après avoir connu une forte hausse de la population depuis 1975. Elle fait partie de l'aire d'attraction de Narbonne. Ses habitants sont appelés les Bizois et ses habitantes les Bizoises.
Aujourd'hui, Bize n'est plus qu'un village méridional d'un peu plus de 1 000 habitants, dont un quart des maisons sont des résidences secondaires.
Le patrimoine architectural de la commune comprend un immeuble protégé au titre des monuments historiques : les grottes de Las Fons et du Moulin, classées en 1931.

## Géographie

### Localisation
La commune de Bize commence sur la plaine narbonnaise pour s'enfoncer entre les premières collines du Minervois. Commune de l'Aude, elle est limitrophe du département de l'Hérault.

### Communes limitrophes
Les communes limitrophes sont Argeliers, Ginestas, Mailhac, Sainte-Valière, Agel, Assignan, Cruzy, Montouliers, Saint-Jean-de-Minervois et Villespassans.
| Saint-Jean-de-Minervois (Hérault)                   | Assignan (Hérault) | Villespassans (Hérault)                |
| Agel (Hérault)                                      | Bize-Minervois     | Cruzy (Hérault), Montouliers (Hérault) |
| Aigues-Vives (Hérault, par un quadripoint), Mailhac | Sainte-Valière     | Argeliers, Ginestas                    |

### Géologie et relief
Bize-Minervois se situe en zone de sismicité 2 (sismicité faible).

### Hydrographie

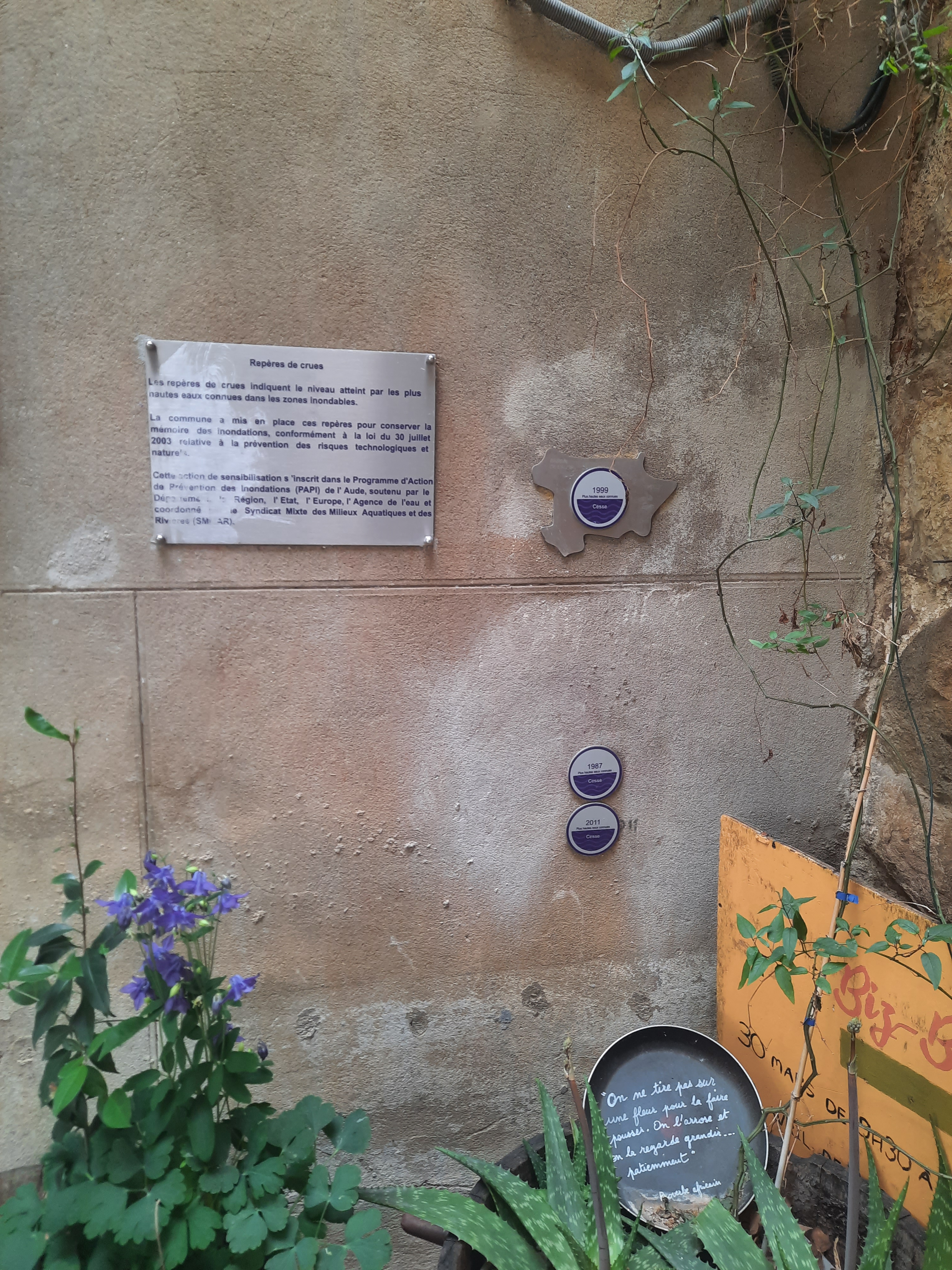
Mesures des crues à Bize-Minervois.

Le village s'est bâti autour de la Cesse, en fond de vallée. Les premières terrasses sont essentiellement couvertes de vignes et d'oliviers. Les hauteurs sont entièrement plantées en pinèdes.
Les Bizois sont ainsi confrontés à deux catastrophes naturelles récurrentes, voire endémiques depuis 20 ans. Ce sont d'abord les terribles crues de la Cesse, petite rivière l'été qui peut se révéler terrible torrent, phénomène typiquement méditerranéen. Si de nombreuses crues sont repérables dans l'histoire du village, elles se sont multipliées ces 20 dernières années (quatre entre 1987 et 1999)[réf. nécessaire].
D'autre part, les grandes plantations de pinèdes et la disparition des troupeaux ovins qui assuraient le débroussaillement ont rendu les collines très sensibles aux incendies.

### Voies de communication et transports
La commune est desservie par la ligne 21 des Autobus de Narbonne.

### Climat
Pour des articles plus généraux, voir Climat de l'Occitanie et Climat de l'Aude.
En 2010, le climat de la commune est de type climat méditerranéen franc, selon une étude s'appuyant sur une série de données couvrant la période 1971-2000. En 2020, Météo-France publie une typologie des climats de la France métropolitaine dans laquelle la commune est exposée à un climat méditerranéen et est dans la région climatique Provence, Languedoc-Roussillon, caractérisée par une pluviométrie faible en été, un très bon ensoleillement (2 600 h/an), un été chaud (21,5 °C), un air très sec en été, sec en toutes saisons, des vents forts (fréquence de 40 à 50 % de vents > 5 m/s) et peu de brouillards.
Pour la période 1971-2000, la température annuelle moyenne est de 14,7 °C, avec  une amplitude thermique annuelle de 15,9 °C. Le cumul annuel moyen de précipitations est de 688 mm, avec 6,9 jours de précipitations en janvier et 2,8 jours en juillet. Pour la période 1991-2020 la température moyenne annuelle observée sur la station météorologique la plus proche, située sur la commune d'Argeliers à 4 km à vol d'oiseau, est de 15,8 °C et le cumul annuel moyen de précipitations est de 624,7 mm,. Pour l'avenir, les paramètres climatiques de la commune estimés pour 2050 selon différents scénarios d’émission de gaz à effet de serre sont consultables sur un site dédié publié par Météo-France en novembre 2022.

### Milieux naturels et biodiversité

#### Réseau Natura 2000

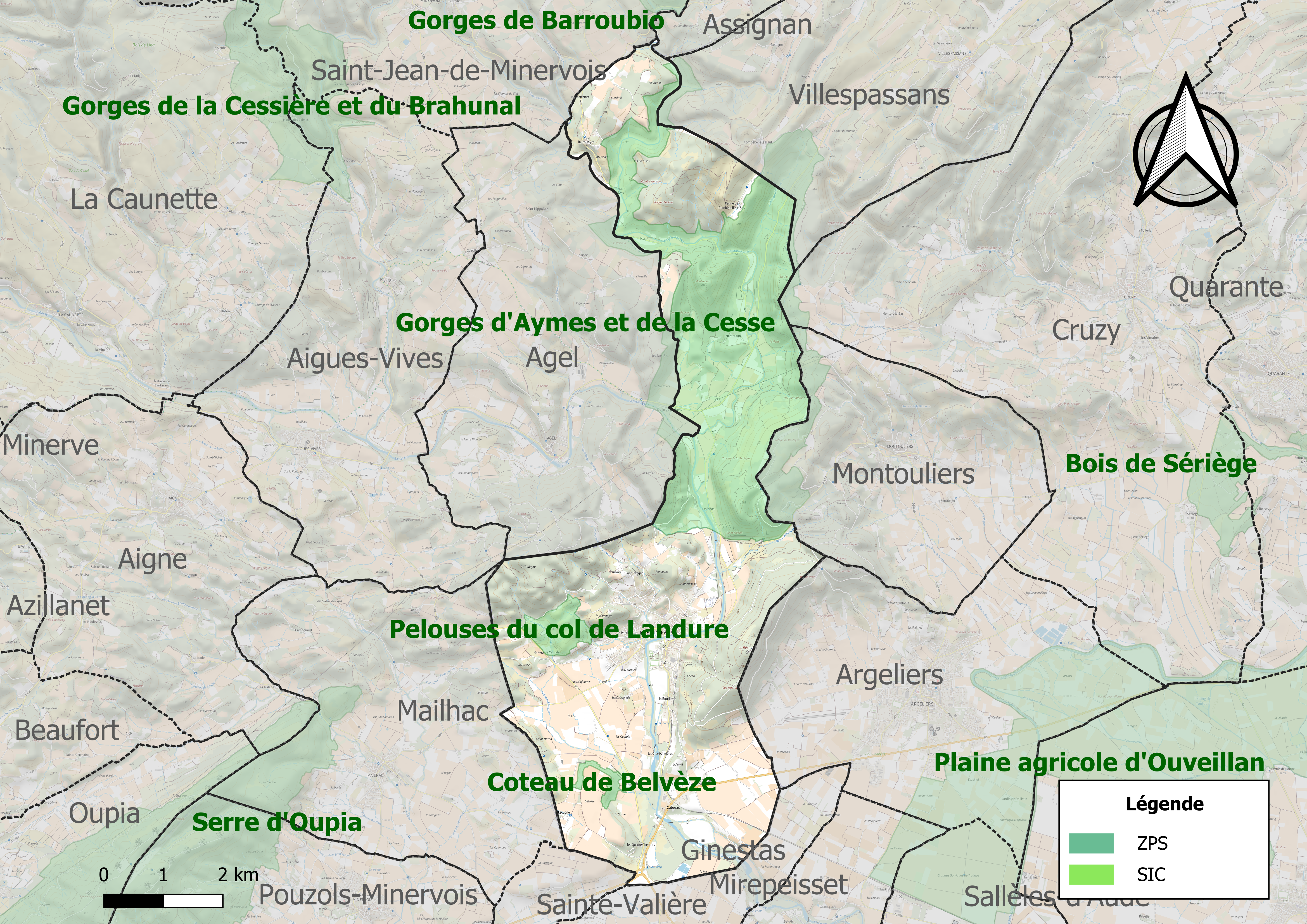
Site Natura 2000 sur le territoire communal.

Le réseau Natura 2000 est un réseau écologique européen de sites naturels d'intérêt écologique élaboré à partir des directives habitats et oiseaux, constitué de zones spéciales de conservation (ZSC) et de zones de protection spéciale (ZPS). Un site Natura 2000 a été défini sur la commune au titre de la directive habitats :
- « les causses du Minervois », d'une superficie de 21 805 ha, importants pour la conservation des gîtes et zones de chasse des chauves-souris cavernicoles que sont le Rhinolophe euryale, le Minioptère de Schreibers et le Murin de Capaccini[11]

et un au titre de la directive oiseaux : 
- le « Minervois », d'une superficie de 24 820 ha, retenu pour la conservation de rapaces de l'annexe I de la directive oiseaux, en particulier l'Aigle de Bonelli et l'Aigle royal. Mais le Busard cendré, le Circaète Jean-le-Blanc et le Grand-Duc sont également des espèces à enjeu pour ce territoire[12].

#### Zones naturelles d'intérêt écologique, faunistique et floristique
L’inventaire des zones naturelles d'intérêt écologique, faunistique et floristique (ZNIEFF) a pour objectif de réaliser une couverture des zones les plus intéressantes sur le plan écologique, essentiellement dans la perspective d’améliorer la connaissance du patrimoine naturel national et de fournir aux différents décideurs un outil d’aide à la prise en compte de l’environnement dans l’aménagement du territoire.
Trois ZNIEFF de type 1 sont recensées sur la commune :
- le « coteau de Belvèze » (10 ha)[14] ;
- les « gorges d'Aymes et de la Cesse » (820 ha), couvrant 5 communes dont 1 dans l'Aude et 4 dans l'Hérault[15] ;
- les « pelouses du col de Landure » (36 ha)[16] ;

et une ZNIEFF de type 2, : le « Haut Minervois » (21 605 ha), couvrant 26 communes dont 5 dans l'Aude et 21 dans l'Hérault.

Carte des ZNIEFF de type 1 et 2 à Bize-Minervois.
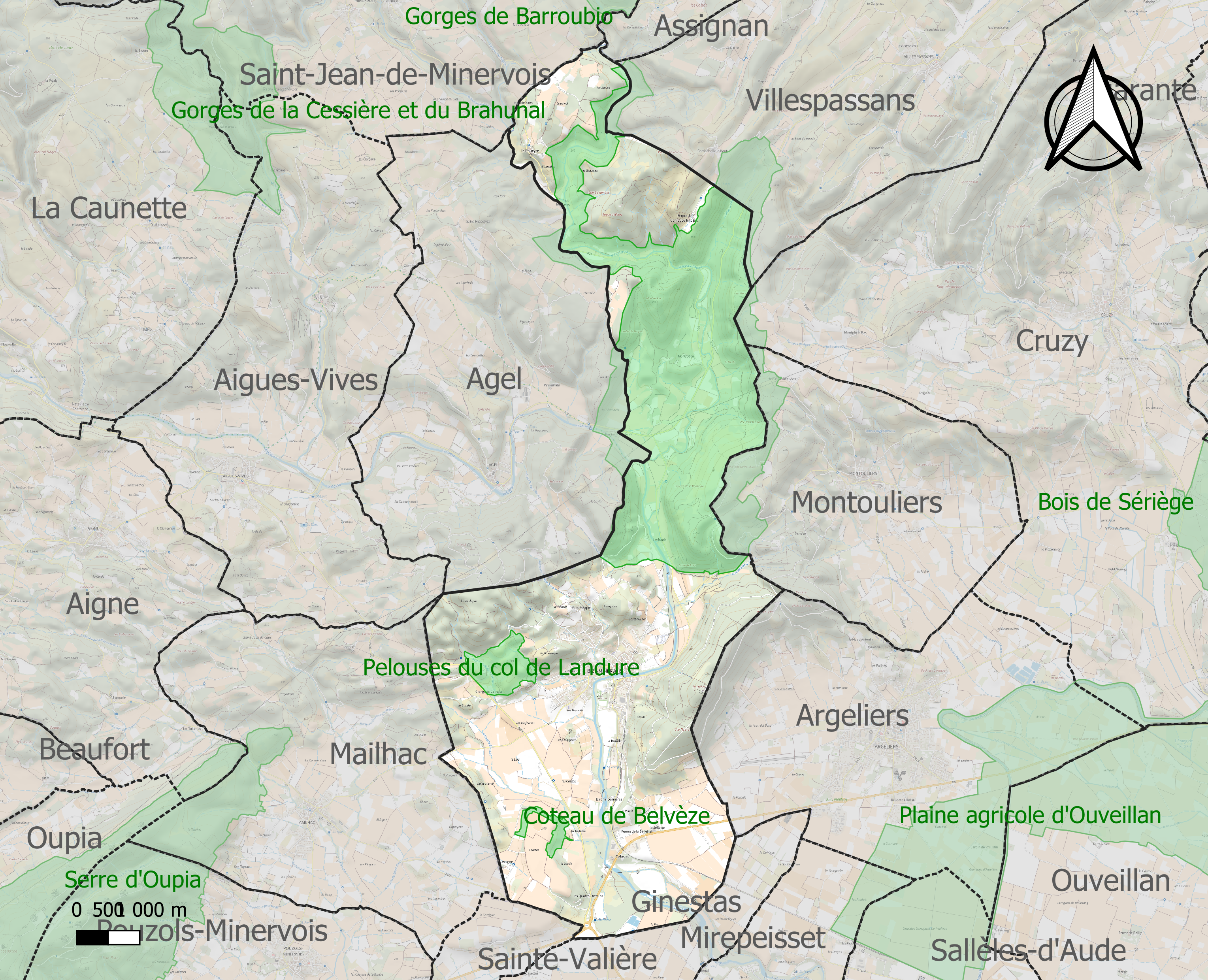
Carte des ZNIEFF de type 1 sur la commune.
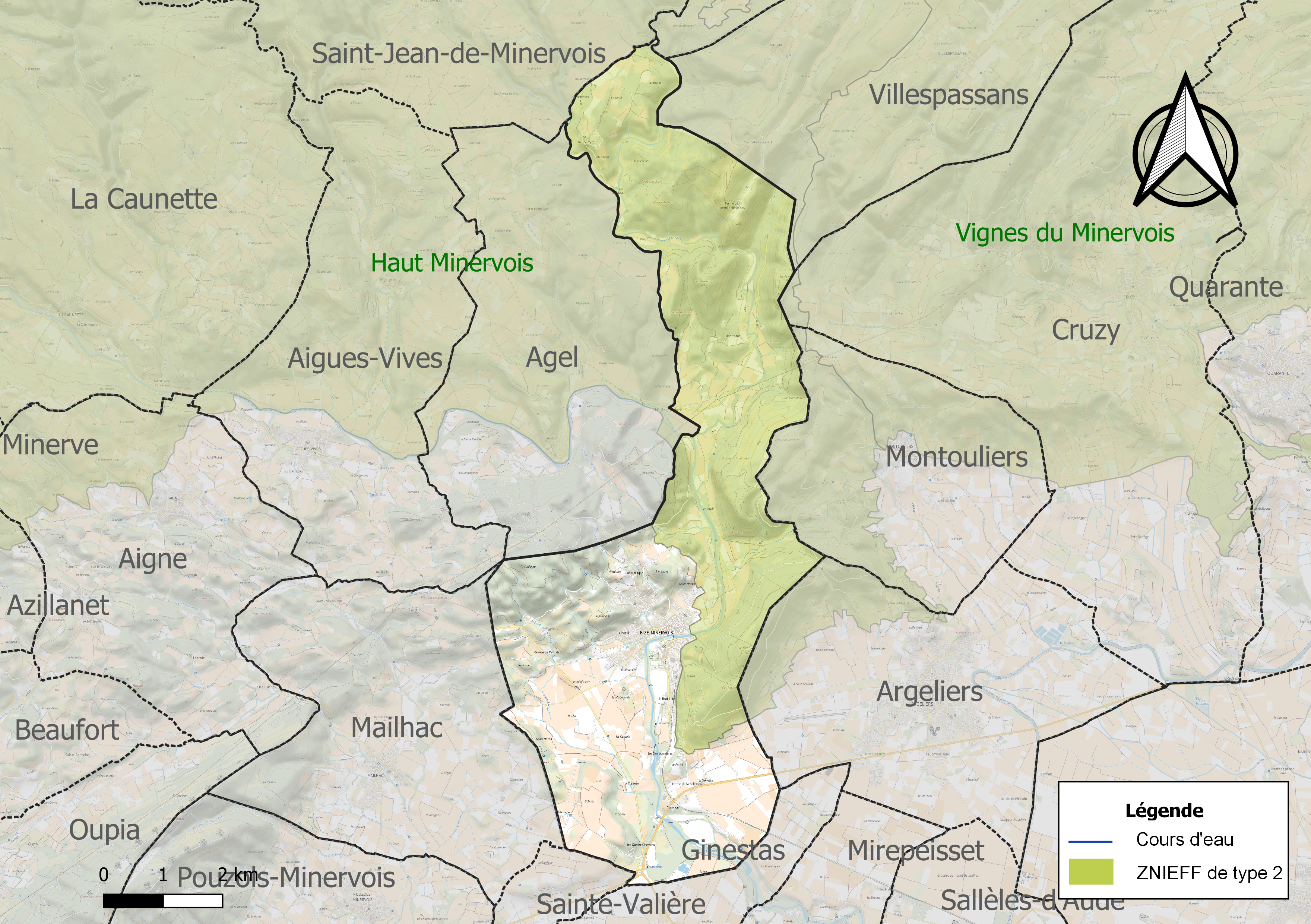
Carte de la ZNIEFF de type 2 sur la commune.

## Urbanisme

### Typologie
Au 1er janvier 2024, Bize-Minervois est catégorisée bourg rural, selon la nouvelle grille communale de densité à 7 niveaux définie par l'Insee en 2022.
Elle est située hors unité urbaine. Par ailleurs la commune fait partie de l'aire d'attraction de Narbonne, dont elle est une commune de la couronne,. Cette aire, qui regroupe 71 communes, est catégorisée dans les aires de 50 000 à moins de 200 000 habitants,.

### Occupation des sols
L'occupation des sols de la commune, telle qu'elle ressort de la base de données européenne d’occupation biophysique des sols Corine Land Cover (CLC), est marquée par l'importance des territoires agricoles (48,4 % en 2018), en diminution par rapport à 1990 (50,6 %). La répartition détaillée en 2018 est la suivante : cultures permanentes (40,1 %), forêts (24,5 %), milieux à végétation arbustive et/ou herbacée (23,1 %), zones agricoles hétérogènes (8,4 %), zones urbanisées (3,3 %), espaces ouverts, sans ou avec peu de végétation (0,7 %). L'évolution de l’occupation des sols de la commune et de ses infrastructures peut être observée sur les différentes représentations cartographiques du territoire : la carte de Cassini (XVIIIe siècle), la carte d'état-major (1820-1866) et les cartes ou photos aériennes de l'IGN pour la période actuelle (1950 à aujourd'hui).

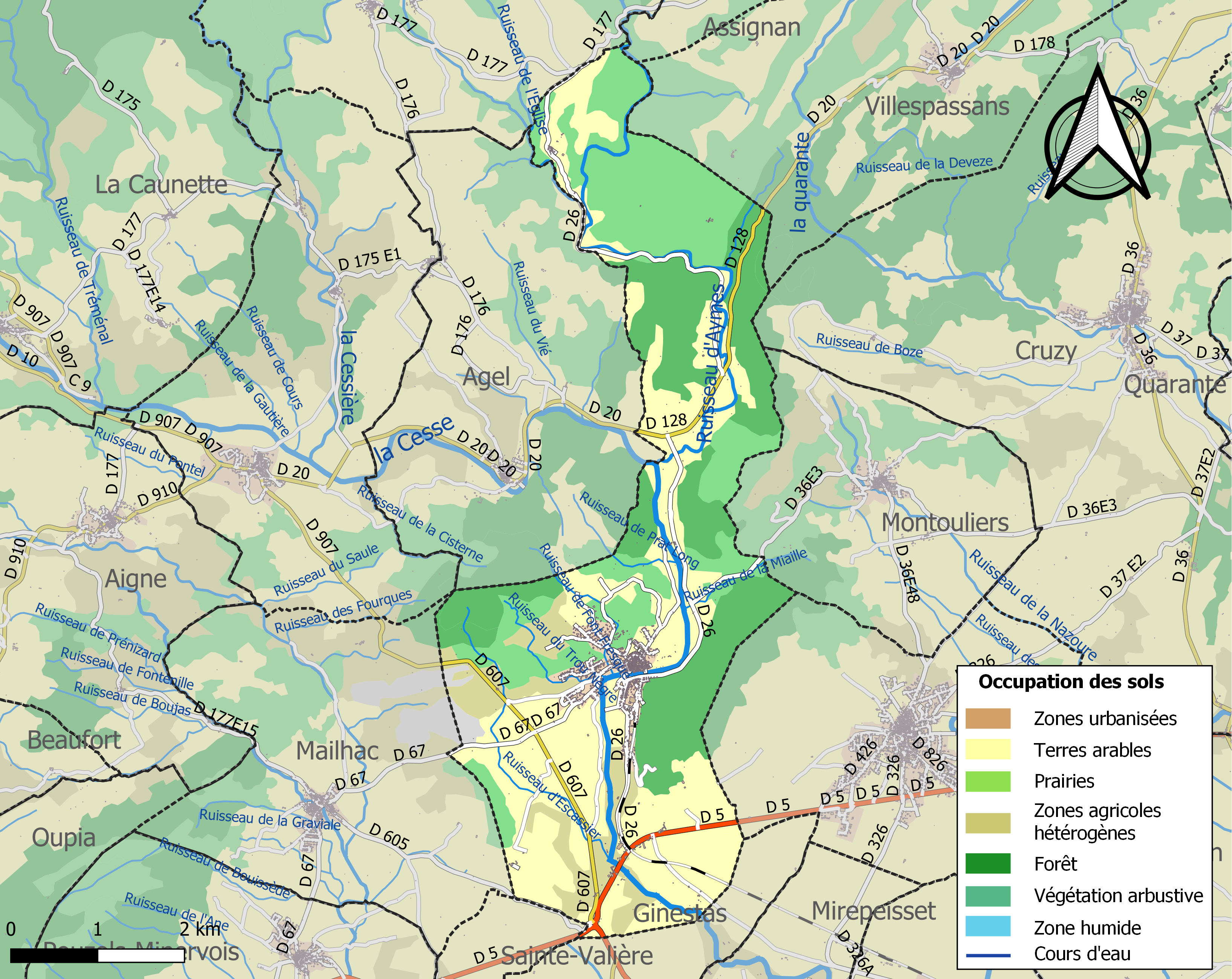
Carte des infrastructures et de l'occupation des sols de la commune en 2018 (CLC).

### Risques majeurs
Le territoire de la commune de Bize-Minervois est vulnérable à différents aléas naturels : météorologiques (tempête, orage, neige, grand froid, canicule ou sécheresse), inondations, feux de forêts et séisme (sismicité faible). Il est également exposé à un risque particulier : le risque de radon. Un site publié par le BRGM permet d'évaluer simplement et rapidement les risques d'un bien localisé soit par son adresse soit par le numéro de sa parcelle.

#### Risques naturels
Certaines parties du territoire communal sont susceptibles d’être affectées par le risque d’inondation par débordement de cours d'eau, notamment le ruisseau d'Aymes et la Cesse. La commune a été reconnue en état de catastrophe naturelle au titre des dommages causés par les inondations et coulées de boue survenues en 1982, 1987, 1992, 1994, 1995, 1996, 1997, 1999, 2002, 2005, 2009, 2014, 2017, 2018 et 2019,.

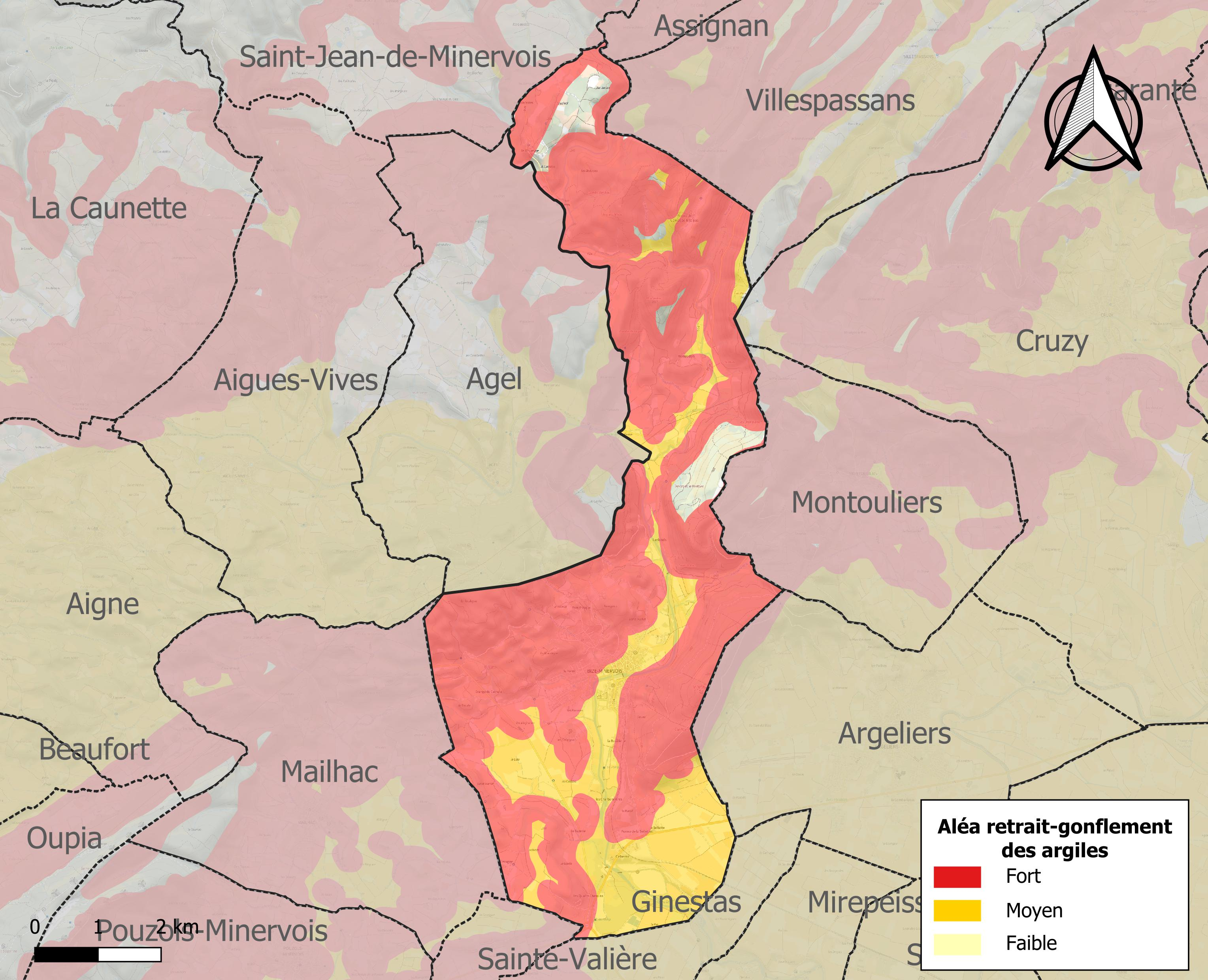
Carte des zones d'aléa retrait-gonflement des sols argileux de Bize-Minervois.

Le retrait-gonflement des sols argileux est susceptible d'engendrer des dommages importants aux bâtiments en cas d’alternance de périodes de sécheresse et de pluie. 95,3 % de la superficie communale est en aléa moyen ou fort (75,2 % au niveau départemental et 48,5 % au niveau national). Sur les 744 bâtiments dénombrés sur la commune en 2019, 744 sont en aléa moyen ou fort, soit 100 %, à comparer aux 94 % au niveau départemental et 54 % au niveau national. Une cartographie de l'exposition du territoire national au retrait gonflement des sols argileux est disponible sur le site du BRGM,.

#### Risque particulier
Dans plusieurs parties du territoire national, le radon, accumulé dans certains logements ou autres locaux, peut constituer une source significative d’exposition de la population aux rayonnements ionisants. Certaines communes du département sont concernées par le risque radon à un niveau plus ou moins élevé. Selon la classification de 2018, la commune de Bize-Minervois est classée en zone 2, à savoir zone à potentiel radon faible mais sur lesquelles des facteurs géologiques particuliers peuvent faciliter le transfert du radon vers les bâtiments.

## Politique et administration

### Découpage territorial
La commune de Bize-Minervois est membre de l'intercommunalité Le Grand Narbonne, un établissement public de coopération intercommunale (EPCI) à fiscalité propre créé le 26 décembre 2002 dont le siège est à Narbonne. Ce dernier est par ailleurs membre d'autres groupements intercommunaux.
Sur le plan administratif, elle est rattachée à l'arrondissement de Narbonne, au département de l'Aude, en tant que circonscription administrative de l'État, et à la région Occitanie.
Sur le plan électoral, elle dépend du canton du Sud-Minervois pour l'élection des conseillers départementaux, depuis le redécoupage cantonal de 2014 entré en vigueur en 2015, et de la première circonscription de l'Aude  pour les élections législatives, depuis le redécoupage électoral de 1986.

### Liste des maires
| Période                                  | Période  | Identité      | Étiquette | Qualité |
| ---------------------------------------- | -------- | ------------- | --------- | ------- |
| mars 1989                                | 2001     | Georges Rieux | PS        |         |
| mars 2001                                | En cours | Alain Fabre   | PS        |         |
| Les données manquantes sont à compléter. |          |               |           |         |

## Population et société

### Démographie
L'évolution du nombre d'habitants est connue à travers les recensements de la population effectués dans la commune depuis 1793. Pour les communes de moins de 10 000 habitants, une enquête de recensement portant sur toute la population est réalisée tous les cinq ans, les populations de référence des années intermédiaires étant quant à elles estimées par interpolation ou extrapolation. Pour la commune, le premier recensement exhaustif entrant dans le cadre du nouveau dispositif a été réalisé en 2004.

En 2022, la commune comptait 1 292 habitants, en évolution de +10,52 % par rapport à 2016 (Aude : +2,65 %, France hors Mayotte : +2,11 %).
| 1793  | 1800 | 1806  | 1821  | 1831  | 1836  | 1841  | 1846 | 1851  |
| ----- | ---- | ----- | ----- | ----- | ----- | ----- | ---- | ----- |
| 1 025 | 903  | 1 037 | 1 106 | 1 065 | 1 135 | 1 166 | 978  | 1 170 |

| 1856  | 1861  | 1866  | 1872  | 1876  | 1881  | 1886  | 1891  | 1896  |
| ----- | ----- | ----- | ----- | ----- | ----- | ----- | ----- | ----- |
| 1 148 | 1 210 | 1 280 | 1 226 | 1 419 | 1 634 | 1 492 | 1 483 | 1 496 |

| 1901  | 1906  | 1911  | 1921  | 1926  | 1931  | 1936  | 1946  | 1954  |
| ----- | ----- | ----- | ----- | ----- | ----- | ----- | ----- | ----- |
| 1 551 | 1 491 | 1 459 | 1 455 | 1 318 | 1 324 | 1 253 | 1 231 | 1 032 |

| 1962  | 1968  | 1975 | 1982 | 1990 | 1999 | 2004  | 2006  | 2009  |
| ----- | ----- | ---- | ---- | ---- | ---- | ----- | ----- | ----- |
| 1 004 | 1 001 | 921  | 783  | 807  | 872  | 1 022 | 1 042 | 1 072 |

| 2014  | 2019  | 2022  | - | - | - | - | - | - |
| ----- | ----- | ----- | - | - | - | - | - | - |
| 1 110 | 1 225 | 1 292 | - | - | - | - | - | - |

## Économie

### Revenus
En 2018  (données Insee publiées en septembre 2021), la commune compte 539 ménages fiscaux, regroupant 1 137 personnes. La médiane du revenu disponible par unité de consommation est de 19 160 € (19 240 € dans le département).

### Emploi
| Division       | 2008   | 2013   | 2018   |
| -------------- | ------ | ------ | ------ |
| Commune        | 8,5 %  | 11,1 % | 12,8 % |
| Département    | 10,2 % | 12,8 % | 12,6 % |
| France entière | 8,3 %  | 10 %   | 10 %   |

En 2018, la population âgée de 15 à 64 ans s'élève à 639 personnes, parmi lesquelles on compte 76,6 % d'actifs (63,8 % ayant un emploi et 12,8 % de chômeurs) et 23,4 % d'inactifs,. En  2018, le taux de chômage communal (au sens du recensement) des 15-64 ans est supérieur à celui de la France et du département, alors qu'il était inférieur à celui du département en 2008.
La commune fait partie de la couronne de l'aire d'attraction de Narbonne, du fait qu'au moins 15 % des actifs travaillent dans le pôle,. Elle compte 279 emplois en 2018, contre 274 en 2013 et 278 en 2008. Le nombre d'actifs ayant un emploi résidant dans la commune est de 413, soit un indicateur de concentration d'emploi de 67,4 % et un taux d'activité parmi les 15 ans ou plus de 49,4 %.
Sur ces 413 actifs de 15 ans ou plus ayant un emploi, 129 travaillent dans la commune, soit 31 % des habitants. Pour se rendre au travail, 87,1 % des habitants utilisent un véhicule personnel ou de fonction à quatre roues, 0,7 % les transports en commun, 5 % s'y rendent en deux-roues, à vélo ou à pied et 7,1 % n'ont pas besoin de transport (travail au domicile).

### Activités hors agriculture

#### Secteurs d'activités
129 établissements sont implantés  à Bize-Minervois au 31 décembre 2019. Le tableau ci-dessous en détaille le nombre par secteur d'activité et compare les ratios avec ceux du département,.
| Secteur d'activité                                                                                        | Commune | Commune | Département |
| Secteur d'activité                                                                                        | Nombre  | %       | %           |
| --- | ------- | ------- | ----------- |
| Ensemble                                                                                                  | 129     | 100 %   | (100 %)     |
| Industrie manufacturière, industries extractives et autres                                                | 12      | 9,3 %   | (8,8 %)     |
| Construction                                                                                              | 19      | 14,7 %  | (14 %)      |
| Commerce de gros et de détail, transports, hébergement et restauration                                    | 37      | 28,7 %  | (32,3 %)    |
| Information et communication                                                                              | 3       | 2,3 %   | (1,6 %)     |
| Activités financières et d'assurance                                                                      | 2       | 1,6 %   | (2,7 %)     |
| Activités immobilières                                                                                    | 6       | 4,7 %   | (5,2 %)     |
| Activités spécialisées, scientifiques et techniques et activités de services administratifs et de soutien | 23      | 17,8 %  | (13,3 %)    |
| Administration publique, enseignement, santé humaine et action sociale                                    | 17      | 13,2 %  | (13,2 %)    |
| Autres activités de services                                                                              | 10      | 7,8 %   | (8,8 %)     |

Le secteur du commerce de gros et de détail, des transports, de l'hébergement et de la restauration est prépondérant sur la commune puisqu'il représente 28,7 % du nombre total d'établissements de la commune (37 sur les 129 entreprises implantées  à Bize-Minervois), contre 32,3 % au niveau départemental.

#### Entreprises
Les cinq entreprises ayant leur siège social sur le territoire communal qui génèrent le plus de chiffre d'affaires en 2020 sont : 
- Le Loup Blanc, commerce de détail de boissons en magasin spécialisé (286 k€)
- Garage Montagne, entretien et réparation de véhicules automobiles légers (278 k€)
- SARL Corbieres Minervois, fonds de placement et entités financières similaires (76 k€)
- La Binocle Du Minervois, commerces de détail d'optique (75 k€)
- Vacher Tous Travaux, travaux de plâtrerie (12 k€)

Après avoir subi de plein fouet la fin de la viticulture industrielle languedocienne (vins de masse), le village connaît un fort renouveau grâce au tourisme et l'attirance pour les régions méditerranéennes (résidences secondaires, hôtellerie-restauration, oléiculture avec la lucques, vins de qualité).

### Agriculture
La commune fait partie de la petite région agricole dénommée « Région viticole ». En 2010, l'orientation technico-économique de l'agriculture  sur la commune est la viticulture (appellation et autre).
|                                   | 1988  | 2000 | 2010 |
| --------------------------------- | ----- | ---- | ---- |
| Exploitations                     | 152   | 91   | 52   |
| Superficie agricole utilisée (ha) | 1 034 | 794  | 523  |

Le nombre d'exploitations agricoles en activité et ayant leur siège dans la commune est passé de 152 lors du recensement agricole de 1988 à 91 en 2000 puis à 52 en 2010, soit une baisse de 66 % en 22 ans. Le même mouvement est observé à l'échelle du département qui a perdu pendant cette période 52 % de ses exploitations. La surface agricole utilisée sur la commune a également diminué, passant de 1 034 ha en 1988 à 523 ha en 2010. Parallèlement la surface agricole utilisée moyenne par exploitation a augmenté, passant de 7 à 10 ha.

## Culture locale et patrimoine

### Lieux et monuments

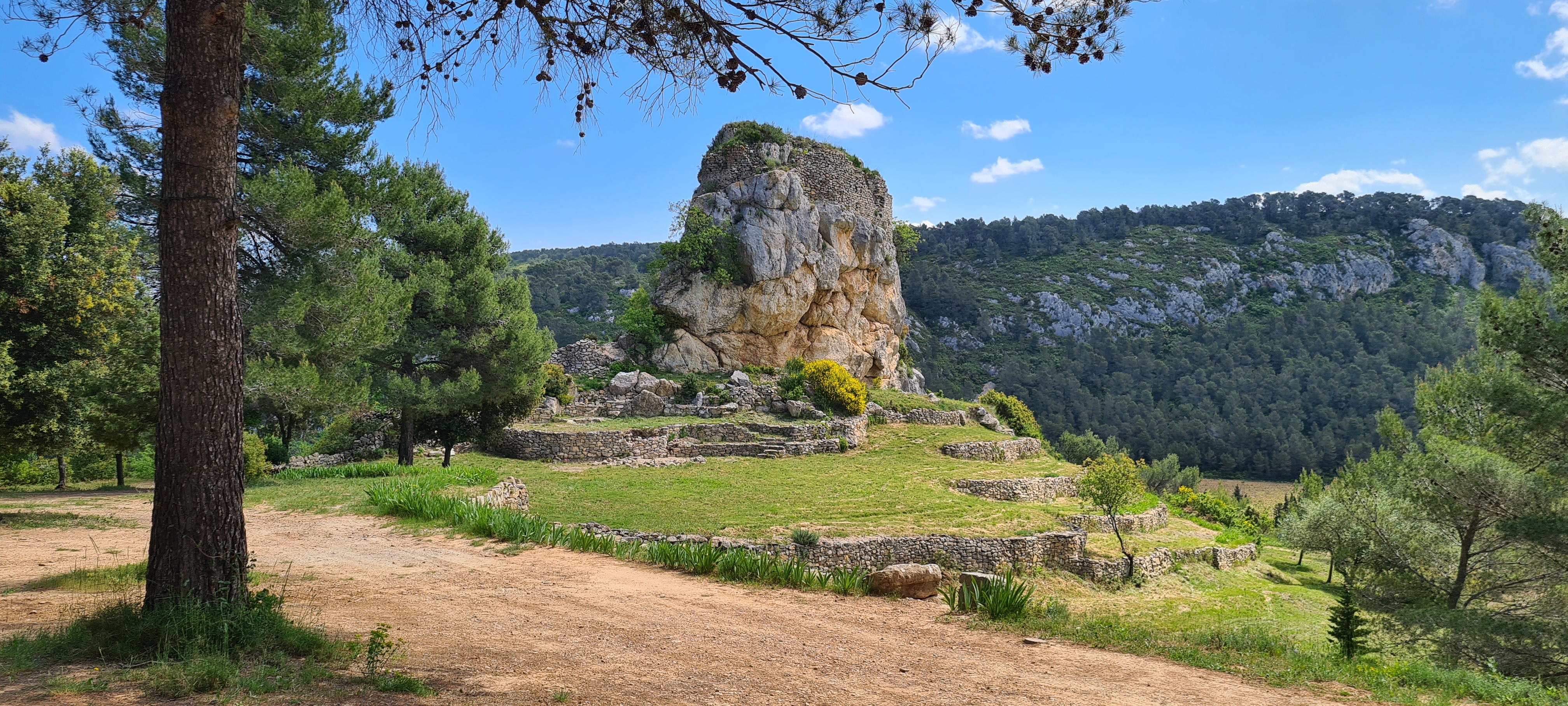
La tour de Boussecos.

- Grottes de Las Fons et du Moulin ( Classé MH (1931)) : fouillées durant 150 ans, elles ne sont plus libres d'accès depuis 2007 en raison de la sauvegarde d'une variété de chauve-souris qui les habite.
- La tour de Boussecos (Haut Moyen Âge) : en face des grottes, de l'autre côté de la rivière, on aperçoit quelques murs en ruine sur un piton rocheux. Il s'agit d'une ancienne tour de guet qui verrouillait le passage de la vallée de la Cesse. La tour de Boussecos et ses abords sont inscrits au titre des sites naturels depuis 1973[38].
- Les remparts, la porte Saint-Michel, la tour d'Attila (Bas Moyen Âge - Renaissance).
- La Manufacture (XVIIe-XVIIIe siècle) : elle a gardé tous ses bâtiments et l'intégrité de ses façades.
- L'église Saint-Michel de Bize-Minervois (XVIIIe siècle) : l'austérité extérieure tranche avec la magnificence intérieure (décors de marbres polychromes).
- Les châteaux viticoles (XIXe siècle) : édifiés à la fin du XIXe siècle, ils sont caractéristiques des châteaux viticoles languedociens, par la frivolité éclectique de leur architecture. Le plus important a été édifié sur un ancien château seigneurial (Cabezac, château Marty). Dans le même esprit, avec tourelles aux toits d'ardoise, le château de Landure. Le château Lecamus a été édifié sur les plans d'une villa florentine. Le château de la Selette est plus impressionnant par la taille de ses caves et de ses écuries que par son architecture propre.
- Les coopératives viticole et oléicole (XXe siècle) : leur monolithisme de béton armé ne leur vaut toujours pas de figurer sur les guides touristiques. Elles sont pourtant des hauts-lieux de la mémoire régionale. La coopérative viticole est abandonnée, investie par un artiste et donc ouverte au public. Le moulin à huile coopératif, l'Oulibo, connaît depuis dix ans une renaissance qui en fait la locomotive économique et touristique du village.
- La nécropole du premier âge du fer du Pontil[39].

### Personnalités liées à la commune
- Paul Tournal (1805-1872) : préhistorien ayant acquis sa renommée grâce à ses fouilles dans les grottes de la commune ;
- Paul Narbonne (1847-1907) : homme politique né à Bize-Minervois ;
- Jules Fil (1899-1968) : homme politique né à Bize-Minervois ;
- Albert Ambert (1902-1988) : joueur de rugby mort à Bize-Minervois ;
- Henri Cabrol (1947-) : joueur de rugby à XV né à Bize-Minervois.
- Daniel Fernandez dit Nilda Fernandez (1957-2019) : artiste lyrique, romancier et voyageur.
- Miquel Decor (oc) (1949-2021), poète occitan.

### Héraldique
| Blason de Bize-Minervois | Blason  | Écartelé : au 1er et 4e d'azur à la rose d'or et à la champagne du même, au 2e et 3e d'argent à la guivre d'azur, couronnée d'or et à l'issant de gueules, sur le tout d'azur à la roue déjantée d'or et à la filière du même. |
| Blason de Bize-Minervois | Détails | Le statut officiel du blason reste à déterminer. |